# Открытые фламандские либералы и демократы
Открытые фламандские либералы и демократы (нидерл. Open Vlaamse Liberalen en Democraten; Open VLD) — политическая партия либеральной ориентации в Бельгии, действующая во Фламандском сообществе.
В 1846 году в Бельгии была создана Либеральная партия, долгое время игравшая одну из ведущих ролей в политической жизни страны. В 1961 году она была преобразована в Партию свободы и прогресса (Partij voor Vrijheid en Vooruitgang — Parti de la Liberté et du Progrès), которая в 1971 году раскололась на франкоязычную Реформаторскую либеральную партию и нидерландоязычную Партию свободы и прогресса. Последняя прекратила существование в 1992 году, а на её основе была создана партия Фламандские либералы и демократы. С 2007 года партия известна под современным названием.
Стоит на неолиберальных экономических позициях, выступает против вмешательства государства в экономику и за сокращение социальных расходов, хотя связана с Всеобщей конфедерацией либеральных профсоюзов Бельгии. В 1999—2008 премьер-министром Бельгии был представитель партии Ги Верхофстадт. Известным членом партии является Йеф Валкенирс.

## Результаты на выборах
| Выборы                         | Голосов                        | Мест                           | Δ                              |
| Выборы в Палату представителей | Выборы в Палату представителей | Выборы в Палату представителей | Выборы в Палату представителей |
| ------------------------------ | ------------------------------ | ------------------------------ | ------------------------------ |
| 1995                           | 798 363 (13,1 %)               | 21                             | Впервые                        |
| 1999                           | 888 973 (14,3 %)               | 23                             | ▲ 2                            |
| 2003                           | 1 009 223 (15,4 %)             | 25                             | ▲ 2                            |
| 2007                           | 789 445 (11,8 %)               | 18                             | ▼ 7                            |
| 2010                           | 538 472 (8,44 %)               | 13                             | ▼ 5                            |
| Выборы в Европарламент         |                                |                                |                                |
| 1994                           | 678 421                        | 3                              | Впервые                        |
| 1999                           | 847 099                        | 3                              | ▬                              |
| 2004                           | 880 279                        | 3                              | ▬                              |
| 2009                           | 837 834                        | 3                              | ▬                              |